# C/1771 A1
C/1771 A1, zwana też Wielką Kometą roku 1771 – kometa jednopojawieniowa, nie powróci już najprawdopodobniej w okolice Słońca. Można ją było obserwować gołym okiem.

## Odkrycie i orbita komety
Kometę C/1771 A1 odkryto 9 stycznia 1771 roku. Kometa osiągnęła swe peryhelium 22 listopada poprzedniego roku i znalazła się w odległości 0,53 au od Słońca. Poruszała się po parabolicznej orbicie o nachyleniu 148,5° względem ekliptyki.